# 山本香苗
山本 香苗（やまもと かなえ、本名：池田〈いけだ - 〉、1971年5月14日 - ）は、日本の政治家。公明党大阪府本部代表代行。大阪府在住。
参議院議員（4期）、経済産業大臣政務官（福田康夫内閣）、参議院消費者問題に関する特別委員長、参議院総務委員長、厚生労働副大臣（第2次安倍改造内閣・第3次安倍内閣）、参議院法務委員長などを歴任した。

## 経歴
広島県広島市に生まれる。小学校4年生まで大阪府和泉市立芦部小学校に在学。東京都三鷹市立南浦小学校卒業後、三鷹市立第一中学校に入学。大阪府豊中市立第五中学校、大阪府立北野高等学校、京都大学文学部史学科西南アジア史専攻卒業。
在学中の1994年に外務省専門職員採用試験に合格し、1995年、大学卒業後トルコ語専門家として外務省に入省。外務省欧亜局新独立国家室配属。1996年6月、イスタンブール大学経済学部大学院入学（トルコ語研修）。1998年7月、外務省在カザフスタン日本大使館兼在キルギス日本大使館文化広報担当に異動。2000年、外務省大臣官房海外広報課に異動。

### 政界入り

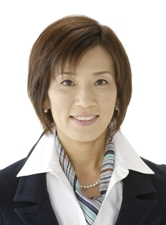
経済産業大臣政務官時に公開された肖像写真

2001年2月に外務省を退職し、同年7月の第19回参議院議員通常選挙に公明党の比例代表候補として立候補し、初当選（近畿・福井重点）。以後、4期連続当選。2005年、参議院災害対策特別委員長。2007年8月、経済産業大臣政務官。2009年参議院消費者問題に関する特別委員長。2013年、参議院総務委員長などを務める。2014年9月3日、第2次安倍改造内閣で厚生労働副大臣（労働、子育て、年金担当）に就任。
2023年5月31日、公明党副代表北側一雄の後継として次期衆院選に大阪16区から立候補することが発表される。2024年10月15日、第50回衆議院議員総選挙への立候補に伴い参議院議員を自動失職した。10月27日の投開票の結果、日本維新の会の黒田征樹に敗れて落選した。

## 人物・エピソード
- 外務省勤務時代、独学でトルコ語とカザフ語を習得し、現地ではカザフ人だと間違われたこともある。
- 餃子が大好物。
- 日中国会議員書画展へ書画を提供したことがある[7]。
- 2018年1月31日の参議院予算委員会で行われた経済産業大臣世耕弘成との質疑が「神質疑」として産経新聞に評された。山本がなぜ「ものづくり補助金」はNPO法人など非営利法人は対象外なのかと問うたのに対し、世耕は「ものづくり補助金においては、非営利活動を前提とする法人は対象としない」との官僚が用意した答弁を読み上げた後、「これだと非営利法人に誤解を与える。NPOは収益力向上を図らないのか、経常利益や付加価値額のアップを図らないのかと誤解されるが、利益を上げていい」と語った。自らの経験に基づいて行われた両者の質疑は、制度運用上の課題を明らかにし、補助金対象の拡大へ道筋を作った[8]。

## 政策・主張
選択的夫婦別姓
選択的夫婦別姓導入に「どちらかと言えば賛成」としている。
日本国憲法
2013年の第23回参議院議員通常選挙においては、日本国憲法の改正に賛意を示し、特に第9条については自衛隊の役割や限界を明記すべきと指摘した。
集団的自衛権
2013年の第23回参議院議員通常選挙に際し、集団的自衛権の行使を認めるため憲法解釈を変更すべきか問われ、憲法解釈の見直しに反対すると表明していた。
孤独・孤立対策
公明党社会的孤立防止対策本部の本部長代理として、2024年5月22日、首相官邸で林芳正官房長官に対し、孤独・孤立対策推進法が4月に施行されたことを踏まえ、対策のより一層の推進に関する提言を申し入れた。
こどもまんなか実行計画
こどもまんなか実行計画は、公明党が2022年11月に発表した「子育て応援トータルプラン」の内容を盛り込んだ「こども大綱」（23年12月閣議決定）に基づき、策定された。党少子化対策・子育て支援本部長として実現に尽力した。
大企業非正規の「休業支援金」
公明党の新型コロナウイルスの雇用・労働問題対策本部長として、政府に休業手当が支払われていない労働者への休業支援金に関する緊急提言を行った。
誰も孤立にさせない
「社会的孤立」を巡る課題がコロナ禍で一層深刻化している状況を受け、公明党の社会的孤立防止対策本部長として、政府に提言を申し入れた。
生活困難者支援制度を創設
長期離職者、引きこもり、心身の課題、精神疾患など、困難を抱える人への支援制度を創設・拡充した。
堺市立の小中学校にエアコン設置
国会で学校体育館エアコン設置への国の支援継続を取り上げ、2025年度から順次、堺市立の小中学校137校の体育館にエアコンが設置されている。
性犯罪・性暴力被害者の支援体制充実
与党の『性犯罪・性暴力被害者の支援体制充実に関するプロジェクトチーム』の座長代理として、売春防止法を法的根拠とする『婦人保護事業』の見直しや性犯罪・性暴力被害者のための相談窓口である『ワンストップ支援センター』の拡充にも取り組む。
「全NPOが泣いた」神質疑
2018年1月の国会質疑で「ものづくり補助金」からNPO法人が対象外となっていることに当時の世耕国務大臣に質問。同年8月から、要件を満たすNPO法人はものづくり補助金の対象になった。
「造血幹細胞移植法」iPS細胞等再生医療の推進
公明党の造血幹細胞移植推進プロジェクトチームの座長として、議員立法に尽力。白血病など血液の難病に有効な治療法である造血幹細胞（骨髄、末梢血幹細胞、さい帯血）移植を一体的に推進するための「造血幹細胞移植推進法」が今年9月に全会一致で成立した。この法律が今、iPS細胞（人工多能性幹細胞）など再生医療研究にさい帯血の活用を認めた法律としても注目を集めている。
住宅セーフティネット制度
公明党住まいと暮らし問題検討委員会の委員長として、低所得者や高齢者などに住まいを提供する住宅セーフティネット制度を実現した。
災害ケースマネジメント
2018年1月の参院予算委員会で山本香苗が初めて取り上げ、全国展開を主張した。自治体向けの事例集や手引きの作成も後押ししてきた。

### 堺ビジョン
当面の物価高対策に全力
電気代・ガス代負担軽減策やガソリンなど燃油高騰対策、低所得世帯や医療・介護・保育等福祉現場への支援など、追加の経済対策を実施する。
中小企業を元気に、経済の好循環を実現する
中小企業の生産性向上を後押しする補助金や税制などの政策を総動員するとともに、価格転嫁対策の強化・下請法を見直す。
堺の魅力を発信
世界文化遺産の百舌鳥古墳群をはじめ、堺の史跡・伝統文化、刃物や線香など伝統産業を世界に発信し、国内外から人を呼び込む。
東西の交通軸の充実
堺の鉄軌道をはじめ、南北の交通軸と東西をつなぐ交通軸を充実する。
誰もが活躍できる社会
シニアジョブカフェや有償ボランティアなどによる高齢者の活躍をはじめ、女性やこども・若者、障害のある人など多様な神座が活躍できる環境をつくる。
子育て日本一の堺に
幼児教育・保育の無償化から大学までの教育無償化、国際的人材育成と話せる生後教育の推進、子育てにかかる経済的負担軽減を進める。

## 役職歴

### 与党
- 性犯罪・性暴力被害者の支援体制充実に関するPT座長代理

### 公明党
- 政調会長代理
- 参議院副会長
- 政務調査会副会長
- 社会的孤立防止対策本部長
- 次世代育成支援推進本部長
- 雇用・労働問題対策本部長
- 女性の活躍推進本部長
- 大阪府本部代表代行
- 関西方面本部副本部長
- 関西各府県本部顧問（京都、兵庫、奈良、福井、滋賀、和歌山）
- 健全な葬祭業支援議員懇話会長
- 保険調剤薬局に関する議員懇話会長
- 参議院政策審議会長
- 女性局長
- 外交部会長
- 文部科学部会長

## 選挙歴
| 当落 | 選挙                     | 執行日         | 年齢 | 選挙区       | 政党   | 得票数      | 得票率 | 定数 | 得票順位 /候補者数 | 政党内比例順位 /政党当選者数 |
| ---- | ------------------------ | -------------- | ---- | ------------ | ------ | ----------- | ------ | ---- | ------------------ | ---------------------------- |
| 当   | 第19回参議院議員通常選挙 | 2001年07月29日 | 30   | 参議院比例区 | 公明党 | 128万7549票 | 15.72% | 48   | 1/17               | 1/8                          |
| 当   | 第21回参議院議員通常選挙 | 2007年07月29日 | 36   | 参議院比例区 | 公明党 | 102万7546票 | 13.23% | 48   | 1/17               | 1/7                          |
| 当   | 第23回参議院議員通常選挙 | 2013年07月21日 | 42   | 参議院比例区 | 公明党 | 99万6959票  | 13.17% | 48   | 1/17               | 1/7                          |
| 当   | 第25回参議院議員通常選挙 | 2019年07月21日 | 48   | 参議院比例区 | 公明党 | 59万4288票  | 9.09%  | 50   | 1/17               | 1/7                          |
| 落   | 第50回衆議院議員総選挙   | 2024年10月27日 | 53   | 大阪府第16区 | 公明党 | 5万5474票   | 32.69% | 1    | 2/3                | /                            |